# Kakiage

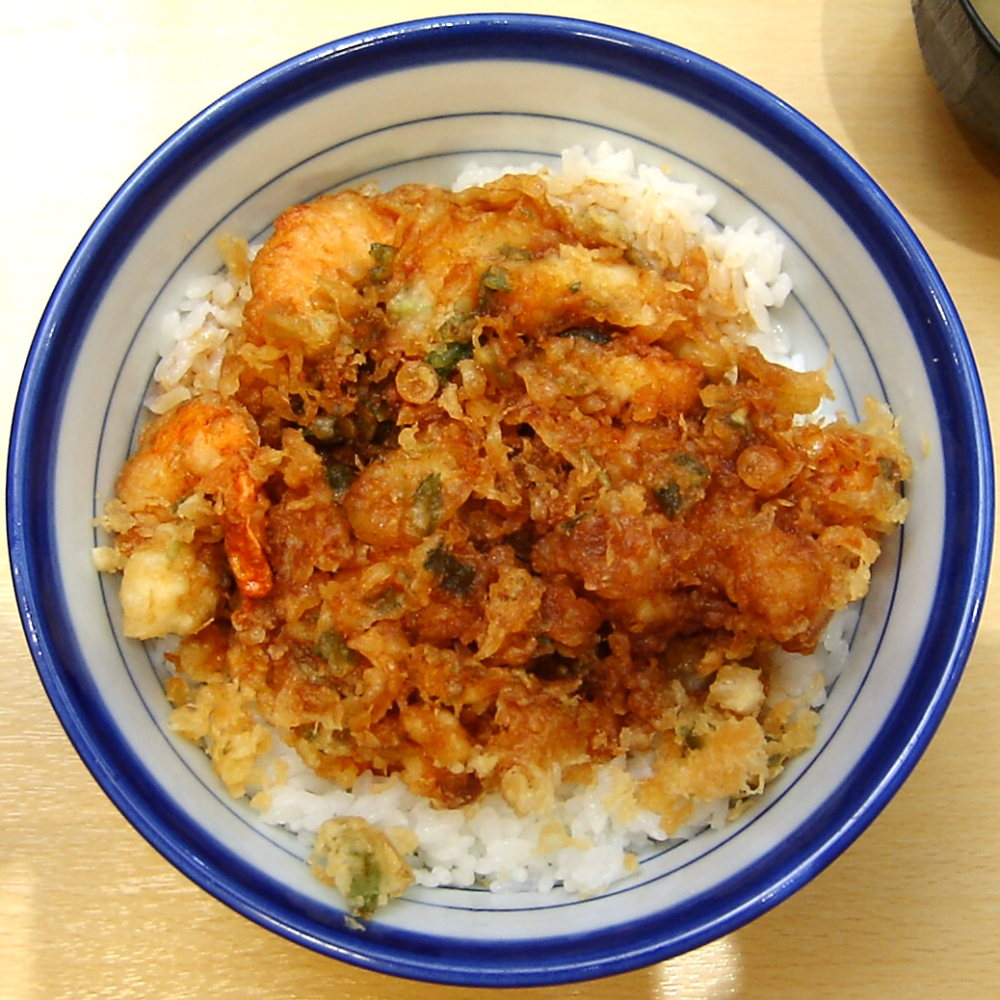
Kakiage tendon.

El kakiage es una fritura de verdura de la cocina japonesa. Generalmente se utilizan verduras como la cebolla, la zanahoria o las judías verdes cortadas. Se prepara mezclando la verdura con harina, un poco de agua y sal. Se forman pasteles y se fríen. También puede añadirse marisco, como gambas u ostras. Se come con la misma salsa que la tempura.
- Datos: Q3192044
- Multimedia: Kakiage / Q3192044